# Dátil (Nuevo México)
Dátil (oficialmente Datil) es un lugar designado por el censo ubicado en el condado de Catron en el estado estadounidense de Nuevo México. En el Censo de 2010 tenía una población de 54 habitantes y una densidad poblacional de 11,13 personas por km².

## Geografía
Dátil se encuentra ubicado en las coordenadas 34°8′17″N 107°50′18″O / 34.13806, -107.83833. Según la Oficina del Censo de los Estados Unidos, Dátil tiene una superficie total de 4.85 km², de la cual 4.84 km² corresponden a tierra firme y (0.16%) 0.01 km² es agua.

## Demografía
Según el censo de 2010, había 54 personas residiendo en Dátil. La densidad de población era de 11,13 hab./km². De los 54 habitantes, Dátil estaba compuesto por el 85.19% blancos, el 1.85% eran afroamericanos, el 7.41% eran amerindios, el 0% eran asiáticos, el 0% eran isleños del Pacífico, el 3.7% eran de otras razas y el 1.85% pertenecían a dos o más razas. Del total de la población el 14.81% eran hispanos o latinos de cualquier raza.